# Parafia Matki Bożej Nieustającej Pomocy w Piekarach Śląskich
Parafia Matki Bożej Nieustającej Pomocy w Kozłowej Górze – rzymskokatolicka parafia należąca do archidiecezji katowickiej i dekanatu piekarskiego. Została erygowana 28 maja 1957 roku.